# 모닝 글로리 (1933년 영화)

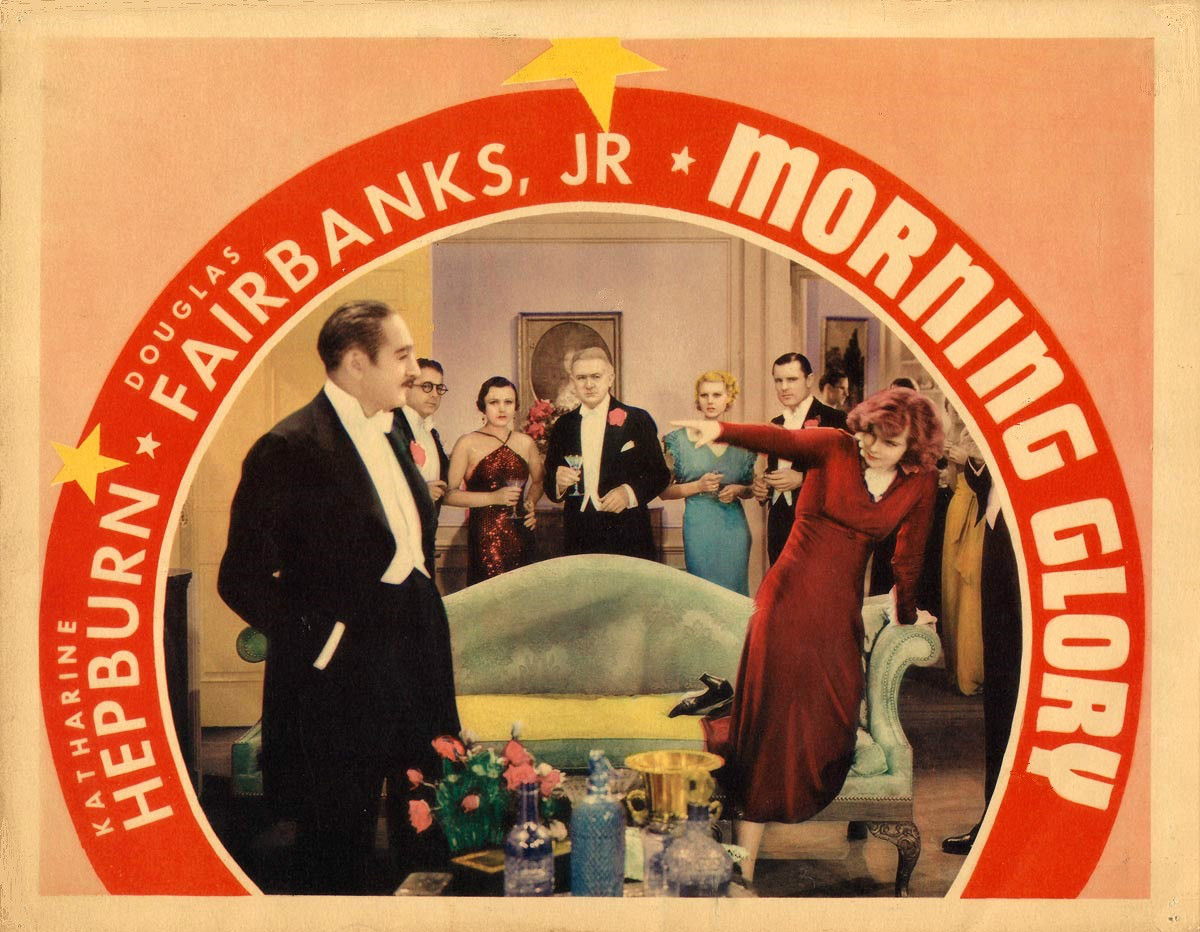

《모닝 글로리》(Morning Glory)는 1933년 개봉한 드라마 영화이다. 캐서린 헵번, 더글라스 페어뱅크스 주니어, 아돌프 멘주 등이 출연하였으며 캐서린 헵번은 이 영화로 첫 번째 아카데미 여우주연상을 수상하였다.

## 줄거리
에바 러브레이스 (캐서린 헵번)는 브로드웨이에서 스타가 되기를 꿈꾸는 작은 극장의 배우다. 그녀는 오디션에 가 곧 개봉할 연극의 배역을 따내려고 하지만 오디션에서는 항상 다른 배우를 뽑고 그 배우들은 항상 성공한다. 그러다가 오디션 도중, 연기 코치 (C. 오드리 스미스) 가 그녀를 발견해 그녀의 연기를 가르치게 된다.
이후 그녀는 조셉 셰리던 (더글라스 페어뱅크스 주니어) 을 만나 그를 통해 드디어 연극에서 역할을 맡게 되었다. 그녀는 다른 배우의 역할을 맡아 스타가 되어 성공을 거두게 된다.

## 캐스팅
- 캐서린 헵번 - 에바 러브레이스
- 더글라스 페어뱅크스 주니어 - 조셉 셰리던
- 아돌프 멘주 - 루이스 이스턴
- 메리 던칸 - 리타 버논
- C. 오드리 스미스 - 로버트 할리 헤지스 (연기 코치)
- 돈 알바라도 - 페피 벨레즈
- 존 캐러딘 - 엑스트라 (언급되지 않음)

## 수상

### 제6회아카데미상

#### 수상
- 여우주연상 - 캐서린 헵번

## 같이 보기
- 캐서린 헵번의 작품 목록